# Cmentarz żydowski w Bodzanowie
Cmentarz żydowski w Bodzanowie – cmentarz założony na przełomie XVIII i XIX wieku w Bodzanowie. Znajduje się przy ul. Nadrzecznej i zajmuje działkę geodezyjną numer 141902 2.0004.117 w kształcie prostokąta, o powierzchni 1797 m kw.
Podczas II wojny światowej Niemcy zdewastowali cmentarz, a macewy użyte zostały do naprawy ulic.
Cmentarz został zamknięty uchwałą prezydium Wojewódzkiej Rady Narodowej z 15.09.1964 roku. W tym czasie cmentarz pozostawał bez opieki, otoczony częściowo zniszczonym murem betonowym bez bramy.
Teren uporządkowany w 2004 roku przez uczniów Gimnazjum Publicznego w Bodzanowie. 27 września 2004 roku odsłonięto na terenie nekropolii pomnik ku czci bodzanowskich Żydów. Społeczny komitet we współpracy z Fundacją Ochrony Dziedzictwa Żydowskiego w Polsce ufundował pomnik z tablicą pamiątkową w języku polskim, angielskim i hebrajskim: „Cmentarz żydowski założony w końcu XVIII w. W drugiej połowie 1941 roku Żydzi Bodzanowa zostali wywiezieni do Getta w Nowym Dworze i do obozu pracy w Działdowie. W końcu 1942 roku zostali wymordowani w Auschwitz-Birkenau. Cześć ich pamięci".
Na cmentarzu znajdują dwa nagrobki: macewa Jutel córki Kalonimusa Zewa Salzman, zmarłej w 1937 lub 1938 roku oraz Sary Rywki córki Awrahama, żony Szmuela ha-Kohena, zmarłej 21 października 1923 roku w wieku 52 lat.